# Kopfstand

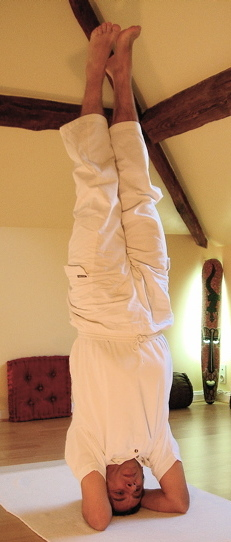
Kopfstand (Shirshasana)

Der Kopfstand ist eine Turn- oder Yogaübung, bei der man mit oder ohne Unterstützung der Hände auf dem Kopf steht. Bei der Übung liegt der Kopf auf dem Boden oder einer andern Unterlage auf, der Körper und die Beine werden senkrecht nach oben gestreckt, die Hände dienen als seitliche Stütze. Beim freien Kopfstand ohne die Zuhilfenahme der Hände sind die Beine – um die Balance zu halten – meist seitlich abgewinkelt.

## Yoga
→ Hauptartikel: Shirshasana

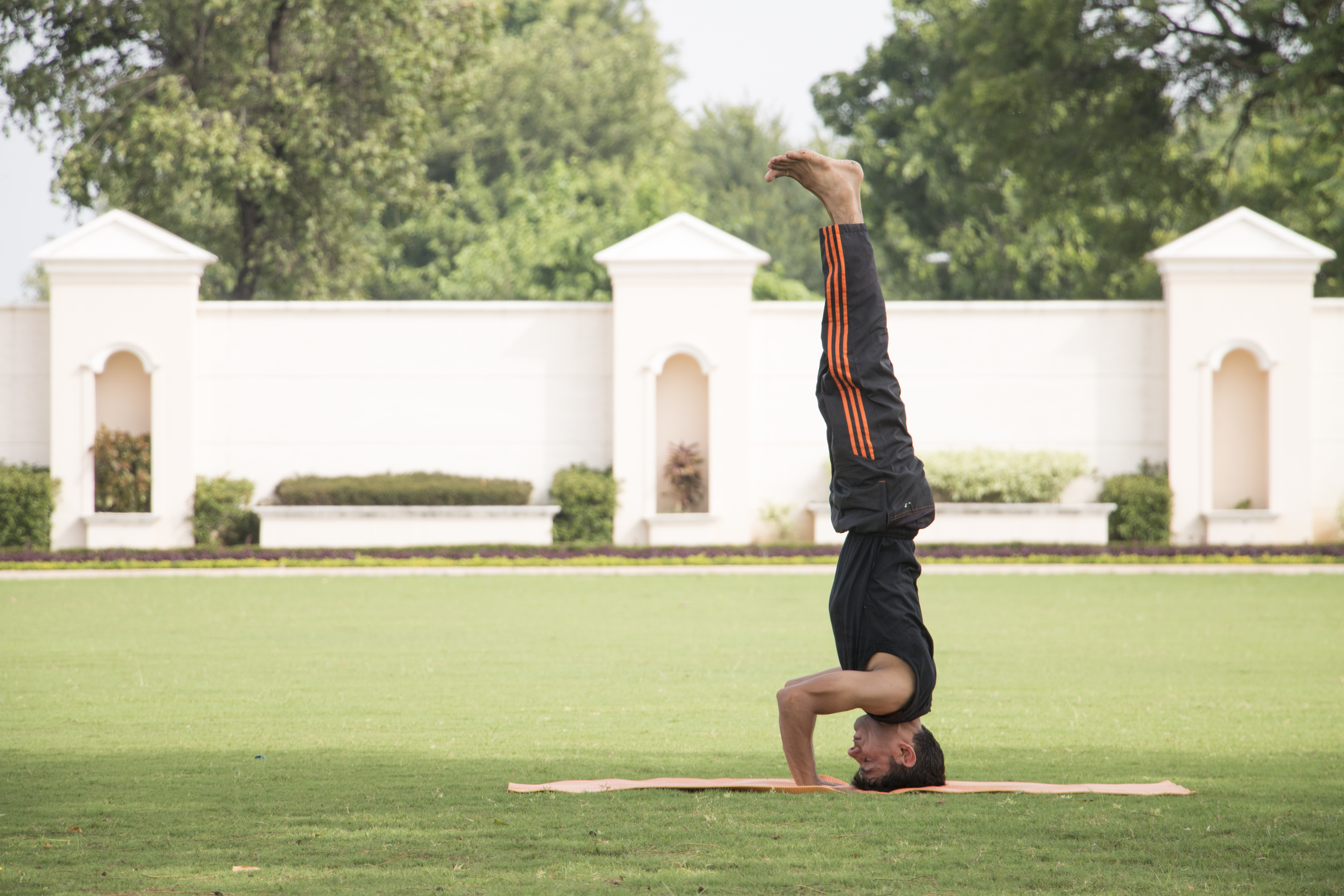
Kapalasana

Bei der Yogaübung Kopfstand, auf Sanskrit Shirshasana oder Kapalasana genannt, gibt es viele Variationen. Sie unterscheiden sich voneinander v. a. durch verschiedene Verwendung der Hände als Stütze. Diese können in einer sehr fortgeschrittenen Variation, beim niralamba shirshasana, sogar überhaupt nicht benutzt werden. Neben der unterschiedlichen unterstützenden Armstellung gibt es zahlreiche Varianten in Bezug auf die Haltung der Beine (z. B. als Spagat oder Lotos).
Shirshasana ist die 9. Übung der Rishikesh-Reihe nach André van Lysebeth. Im Ashtanga (Vinyasa) Yoga ist der Kopfstand Teil der zweiten Serie.
Dem Kopfstand werden verschiedene positive Wirkungen auf den Körper zugeschrieben, so z. B. die Kräftigung der Bauchmuskulatur, die Förderung der inneren Sekretion von Zirbeldrüse, Bauchspeicheldrüse und Hypophyse sowie eine bessere Durchblutung der Lunge.
Da der Kopfstand eine starke Belastung der Nackenwirbel bedeutet, wird seit einiger Zeit im Yoga häufiger das Gewicht möglichst auf die Hände bzw. Unterarme verlagert bzw. der Kopf sogar ganz leicht vom Boden abgehoben. Aus dem Kopfstand wird so eigentlich ein Unterarmstand. Personen mit Nackenproblemen, Bluthochdruck, einem erhöhten Augeninnendruck (grüner Star, Glaukom) oder mit einer Basedow-Krankheit sollten keinen Kopfstand üben.

## Akrobatik

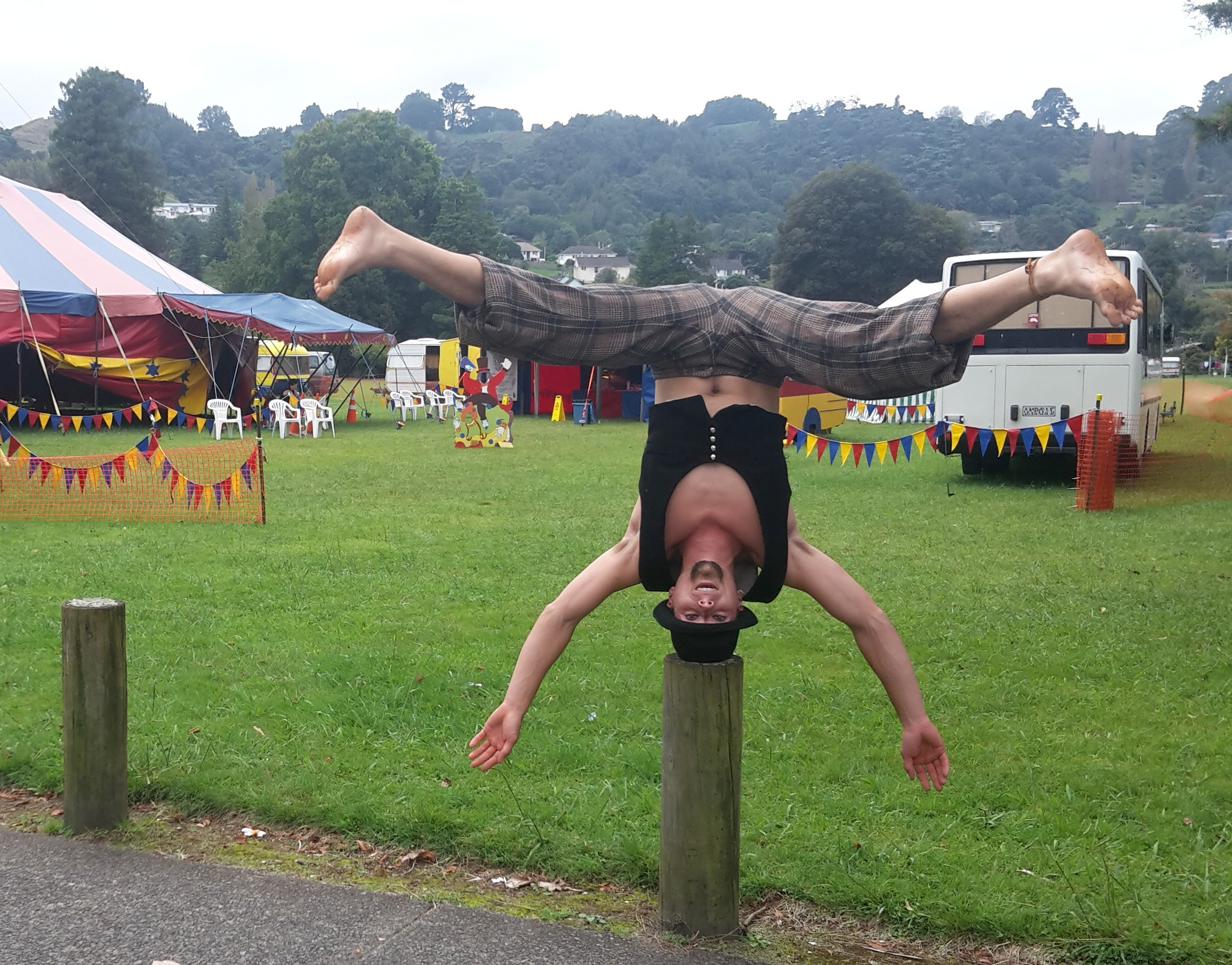
Zirkusartist beim freien Kopfstand ohne Zuhilfenahme der Hände

Die Sonderform des freien Kopfstands ohne Zuhilfenahme der Hände findet sich in der Akrobatik. Artisten können diese Art des Kopfstandes auf dem Boden, auf dem Kopf eines anderen Artisten oder auf anderen Unterlagen, beispielsweise auf dem Hochseil oder dem schwingenden Trapez, durchführen.
Um Verletzungen bei dieser gefährlichen Übung zu vermeiden, ist ein ausgiebiges Training der Nackenmuskulatur und ein sorgfältiges Aufwärmprogramm vor der Übung notwendig. Spontaner freier Kopfstand kann zu Verletzungen führen.

## Metaphorische Verwendung
- „Vor Freude (einen) Kopfstand machen“ oder „vor Glück (einen) Kopfstand machen“ bedeutet, sich sehr zu freuen oder sehr glücklich zu sein.[2]
- „Kopfstehen“, beispielsweise „Ein ganzes Dorf steht kopf“, hat die Bedeutungen: völlig überrascht sein, durcheinander sein, ganz bestürzt/entsetzt sein, verwirrt sein.[3]